# Reins Kloster

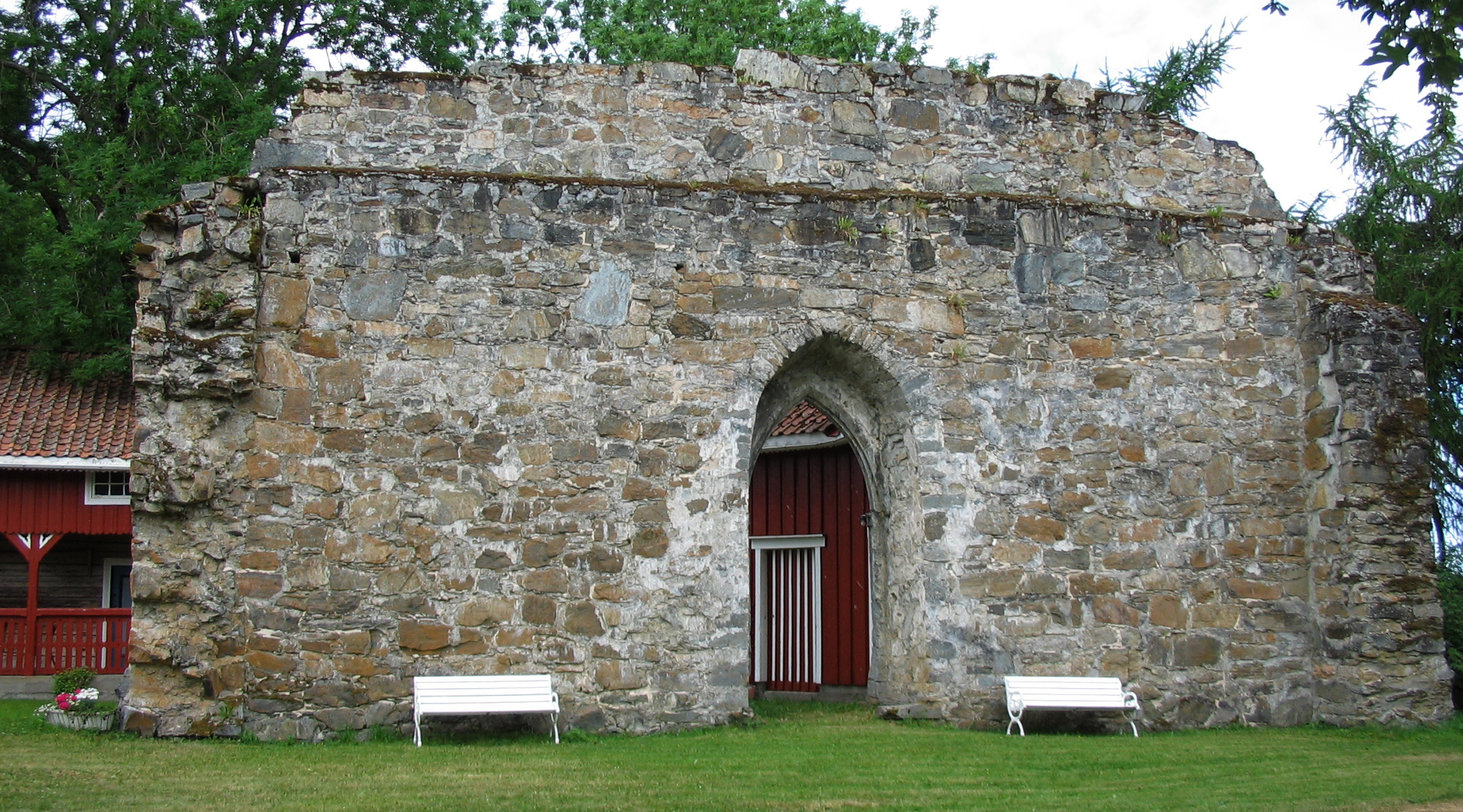
Ruinenrest des Klosters

Reins Kloster ist ein alter Herrensitz in der Gemeinde Indre Fosen östlich der Mündung des Trondheimfjordes.
König Olav Kyrre hatte das Landgut seinem engsten Berater Skule Tostesson, dem Sohn von Toste Godwinsson, übertragen. Herzog Skule Bårdsson erbte den Hof von seiner väterlichen Familie und errichtete auf Rein um 1230 ein Nonnenkloster, dessen Kirche dem Apostel Andreas geweiht war. Die Ordenszugehörigkeit ist nicht bekannt. Seine Schwester Sigrid wurde die erste Äbtissin des Klosters. Margarete, Herzog Skules Tochter und Frau von König Håkon Håkonsson, zog sich nach dem Tod ihres Mannes 1267 auf diesen Herrensitz zurück, wo sie aufgewachsen war, und lebte bis zu ihrem Tod 1270 in Reins Kloster.
Reins Kloster war offenbar ein aristokratisches Klosterstift für Frauen aus den Adelskreisen, die unverheiratet geblieben waren oder sich dem Studium widmen wollten. Solche gab es viele in Europa. In Skandinavien waren Nonnenklöster die einzigen Institutionen, in denen sich Frauen Bildung aneignen konnten. Der Adel brauchte solche Einrichtungen, um seinen aristokratischen Lebensstil unter wechselnden Verhältnissen aufrechterhalten zu können. Witwen und andere ältere Frauen konnten sich dort auch für ihren Lebensabend einkaufen (Provent).
1317 soll das Kloster abgebrannt sein.
1531 wurde Ingerd Ottersdatter von König Friedrich I. zur Leitung des Klosters berufen. Aber da sich Erzbischof Olav dieser Entscheidung widersetzte, konnte sie erst 1541 ihr Amt ausüben. Das Kloster besaß da 202 große Landgüter. Sie verwaltete das Gut bis zu ihrem Tod 1555. Danach wurde das Kloster im Zuge der Reformation aufgehoben und ein Lehnsgut, bis Christian V. es an den Kommerzassessor Ebbe Carstensen verkaufte. Er war verheiratet mit Anna Hornemann, und so kam der Herrensitz in die Familie Hornemann. Reins Kloster hatte lange Stammsitz-Privilegien.
Teile der Klosterkirche sind als Ruine erhalten. Die Klosterkirche war eine Langkirche mit Querschiff und zwei kleinen Kapellen auf jeder Seite des Ostchors. Auch die Westfront mit dem unteren Teil des Westgiebels sind erhalten. Die Kirche wurde offensichtlich in mehreren Etappen gebaut. Die erste Kirche, die wahrscheinlich in Kreuzform gebaut war, wurde später mit einem Längsschiff nach Westen erweitert, so dass die Kirche fast 40 m lang wurde. Die Grundmauern des Klosters liegen unter dem heutigen Hauptbau des Hofes von 1866. Steinmetzzeichen und Details der Architektur deuten darauf hin, dass eine Verbindung zu den Bauarbeiten an der Domkirche zu Nidaros bestand.
Die meisten Landgüter sind nun verkauft, und das Gut hatte 2009 noch 1 800 Hektar, von denen 57 bewirtschaftetes Ackerland und 3 20 bewirtschafteter Wald sind.
Bei Grabungen 1860 fand man unter den Mauern des Klosters viele Skelette, darunter das eines besonders großen Mannes, den man anfangs für Herzog Skule hielt. Aber dessen Grabstein befindet sich im Dom zu Nidaros (Trondheim). Tomas Hornemann baute 1866 das heutige Hauptgebäude auf dem Klostergelände.
Die Klosterruine selbst ist Eigentum von Foreningen til norske Fortidsminnesmerkers Bevaring (Verein zur Erhaltung der norwegischen Altertümer). Dort liegt auch das Nissa-Stadtmuseum und das Meierei-Museum. Der Garten, wo Eschen aus dem Spätmittelalter stehen, und die große Parkanlage wurde in den Jahren 1992 bis 1997 wiederhergestellt.